# روزاليند بينيت
روزاليند بينيت (بالإنجليزية: Rosalind Bennett)‏ هي ممثلة بريطانية، ولدت في 13 مايو 1966 في روتشديل في المملكة المتحدة.

## وصلات خارجية
- روزاليند بينيت على موقع IMDb (الإنجليزية)
- روزاليند بينيت على موقع ألو سيني (الفرنسية)
- روزاليند بينيت على موقع أول موفي (الإنجليزية)
- روزاليند بينيت على موقع قاعدة بيانات الأفلام السويدية (السويدية)
- روزاليند بينيت على موقع قاعدة بيانات الفيلم (الإنجليزية)
- روزاليند بينيت على موقع كينوبويسك (الروسية)